# Xian de Lingui
Pour les articles homonymes, voir Lingui.
 (juin 2024).
Si vous disposez d'ouvrages ou d'articles de référence ou si vous connaissez des sites web de qualité traitant du thème abordé ici, merci de compléter l'article en donnant les références utiles à sa vérifiabilité et en les liant à la section « Notes et références ».
Le xian de Lingui (chinois simplifié : 临桂县 ; chinois traditionnel : 临桂縣 ; pinyin : Línguì Xiàn ; Zhuang : Linzgvei Yen) est un district administratif de la région autonome Zhuang du Guangxi en Chine. Il est placé sous la juridiction de la ville-préfecture de Guilin.

## Démographie
La population du district était de 472 057 habitants en 2010, dont 395 000 agricoles, et 55 000 urbains. Les ethnies minoritaires comptent 31 000 personnes[réf. nécessaire].